# Sortelha
Sortelha es una freguesia portuguesa del concelho de Sabugal, en el distrito de Guarda, con 25,27 km² de superficie y 444 habitantes (2011). Su densidad de población es de 17,6 hab/km².
Villa fortificada medieval, con carta foral concedida en 1228 por Sancho II, Sortelha fue hasta 1855 sede de un concelho que llegó a tener 261 
km² de extensión y seis mil habitantes en 1849. Desde 1991 está incluida en el programa Aldeias históricas de Portugal. En su Viaje a Portugal, José Saramago describe evocativamente la villa:

Entrar en Sortelha es entrar en la Edad Media [...] Lo que da carácter medieval a este aglomerado es la enormidad de las murallas que lo rodean, su espesor, y también la dureza de la calzada, las calles empinadas, y, encaramada sobre piedras gigantescas, la ciudadela, último refugio de los sitiados, última y tal vez inútil esperanza.

Según algunas fuentes, el topónimo de Sortelha (en español, "Sortija") procede del juego medieval del mismo nombre, en el que los caballeros competían en introducir la punta de una lanza a través de un anillo de pedrería de alto valor simbólico.
En su patrimonio histórico-artístico destacan, además del Castillo, las murallas y el pelourinho, numerosos edificios medievales y del período manuelino, cuya conservación en su configuración original se vio favorecida por el progresivo desplazamiento de la población, una vez superadas las necesidades defensivas, hacia zonas más fértiles y menos accidentadas que el núcleo inicial.